# Oswego (New York)
Oswego è una città degli Stati Uniti d'America situata nello Stato di New York e in particolare nella contea di Oswego, della quale è il capoluogo.

## Monumenti e luoghi d'interesse
- Municipio di Oswego